# Alfa Romeo 110A
Il 110A è stato un modello di autobus prodotto dall'Alfa Romeo dal 1934 al 1950.
Molti esemplari furono pregiudicati dai bombardamenti aerei del 1943; dopo la seconda guerra mondiale tutte le vetture vennero rifatte da Caproni e da Varesina. Gli ultimi autobus di questo modello terminarono di essere utilizzati nel 1960.

## Carrozzerie ed esemplari prodotti
Le versioni prodotte per l'ATM di Milano furono:
- Versione urbana:
  - Carrozzata da Officine Tallero: 12 esemplari costruiti dal 1934 al 1935;
  - Carrozzata da Officine Macchi: 8 esemplari costruiti nel 1937;
  - Carrozzata da Carrozzeria Varesina: 12 esemplari costruiti nel 1940;
- Versione interurbana:
  - Carrozzata da Caproni: 2 esemplari costruiti nel 1950.

## Caratteristiche tecniche
Il motore installato era un Alfa Romeo 1603 posizionato anteriormente in cabina. I cilindri erano sei. L'alesaggio e la corsa erano, rispettivamente, 125 mm e 170 mm, che portavano la cilindrata totale a 12.517 cm3. La potenza erogata era di 140 CV a 1.700 giri al minuto.
L'alimentazione era a gasolio oppure a metano. Il cambio era meccanico, mentre il volante era posizionato a destra.